# Inge Solar Memorial - Alpen Trophy
L'Inge Solar Memorial-Alpen Trophy, più comunemente conosciuta come Inge Solar Memorial o Alpen Trophy, è una gara di pattinaggio di figura organizzata durante la stagione 2018-2019 a Innsbruck, in Austria dalla Federazione di Pattinaggio di Figura Austriaca. Ha fatto parte del circuito ISU Challenger Series. Comprende gare a livello senior, junior e novice nei singoli, sia maschili che femminili, nella coppia e nella danza su ghiaccio. 

La competizione prende il nome da Inge Solar, pattinatrice che rappresentò l'Austria alle Olimpiadi invernali del 1948.

## Albo d'oro senior
CS: ISU Challenger Series

### Singolo maschile
| Anno    | Oro           | Argento        | Bronzo           |
| 2018 CS | Daniel Grassl | Roman Sadovsky | Tomoki Hiwatashi |

### Singolo femminile
| Anno    | Oro           | Argento              | Bronzo       |
| 2018 CS | Anna Tarusina | Serafima Sakhanovich | Brooklee Han |

### Coppie
| Anno | Oro                                    | Argento                              | Bronzo                    |
| 2018 | Anastasija Mišina / Aleksandr Galiamov | Rebecca Ghilardi / Filippo Ambrosini | nessun altro partecipante |

### Danza su ghiaccio
| Anno    | Oro                              | Argento                             | Bronzo                               |
| 2018 CS | Charlène Guignard / Marco Fabbri | Lorraine McNamara / Quinn Carpenter | Marie-Jade Lauriault / Romain Le Gac |

## Albo d'oro junior

### Singolo maschile
| Anno | Oro                 | Argento     | Bronzo           |
| 2018 | Gabriele Frangipani | Chen Yudong | Nikita Starostin |

### Singolo femminile
| Anno | Oro                | Argento          | Bronzo          |
| 2018 | Viktoria Vasilieva | Alessia Tornaghi | Anaïs Coraducci |

### Coppie
| Anno | Oro                                 | Argento                       | Bronzo                     |
| 2018 | Vivienne Contarino / Marco Pauletti | Alyssa Montan / Manuel Piazza | Heidrun Pipal / Erik Pipal |

### Danza su ghiaccio
| Anno | Oro                              | Argento                              | Bronzo                          |
| 2018 | Sofia Shevchenko / Igor Eremenko | Natálie Taschlerová / Filip Taschler | Sara Campanini / Francesco Riva |

## Albo d'oro novice

### Singolo maschile
| Anno | Oro               | Argento     | Bronzo           |
| 2018 | Kirill Sarnovskiy | Lev Vinokur | Davide Calderari |

### Singolo femminile
| Anno | Oro                      | Argento           | Bronzo      |
| 2018 | Elizaveta Beretstovskaia | Sofya Samodelkina | Seohyun Min |